# Pristava
 Ovo je glavno značenje pojma Pristava. Za druga značenja pogledajte Pristava (razdvojba).
Pristava je naselje u Republici Hrvatskoj, u sastavu Općine Tuhelj, Krapinsko-zagorska županija. 

## Stanovništvo
Prema popisu stanovništva iz 2001. godine, naselje je imalo 243 stanovnika te 83 obiteljskih kućanstava.
| broj stanovnika | 436   | 469   | 447   | 542   | 574   | 589   | 574   | 603   | 590   | 544   | 432   | 380   | 282   | 234   | 243   | 239   | 230   |
|                 | 1857. | 1869. | 1880. | 1890. | 1900. | 1910. | 1921. | 1931. | 1948. | 1953. | 1961. | 1971. | 1981. | 1991. | 2001. | 2011. | 2021. |